# Мироеды
Мироеды — деревня в Опочецком районе Псковской области России. Входит в состав Макушинской волости Опочецкого района.
Расположена в 30 км к юго-западу от города Опочка.
Численность населения по состоянию на 2000 год составляла 22 человека, на 2012 год — 10 человек.
До 2006 года входила в состав Петровской волости с центром в д. Макушино.